# مستدرک الوسائل و مستنبط المسائل
مستدرک الوسائل و مستنبط المسائل کتابی از حاج میرزا حسین نوری طبرسی است که در سال ۱۳۶۵ منتشر و در مراسم کتاب سال جمهوری اسلامی ایران به‌عنوان کتاب برگزیده معرفی شد.